# Somfélék
A somfélék (Cornaceae) a somvirágúak (Cornales) rendjébe tartozó, főleg az északi mérsékelt égövön elterjedt növénycsalád, bár egyes fajok a trópusi Dél-Amerikában és Afrikában is megtalálhatók. Cserjék és fák legfeljebb 15 nemzetsége tartozik a családba, bár lágy szárú növények, illetve az alángfák között kúszónövények is előfordulnak. A nemzetségek listája nem egyértelmű; az APG II rendszere szerint a szűkebb értelemben vett („sensu stricto”) Cornaceae-be 2 nemzetség kb. 85 faja tartozik: Cornus (kb. 65 faj) és Alangium (kb. 20 faj); azonban opcionálisan a családhoz sorolhatják a Nyssaceae családot, így a nemzetségek száma 7-re emelkedik a következőkkel: Davidia (Kína); Camptotheca, Diplopanax, Mastixia, Nyssa (Ázsia és Észak-Amerika). Az APG III-rendszer már kötelezően a családhoz sorolja a Nyssaceae családot, Nyssoideae alcsaládként.
Két fő kládra bontható. Az elsőben tetramer, hímnős virágok találhatók, az álernyő- vagy fejecskevirágzatot gyakran szirom jellegű, kihívó fellevelek övezik. Rovarok porozzák őket, a terméseket madarak vagy emlősök terjesztik. Ide tartozik a Cornus (som) nemzetség.
A másik klád növényeire egyivarú, pentamer virágok jellemzők. Ide tartozik a Nyssa (tupelo) nemzetség; ez utóbbit a Davidia (galambfa), Camptotheca nemzetségekkel együtt gyakran külön családba, a Nyssaceae-be helyezik el.
A család tagjaira jellemző az egyszerű levél. Legtöbbjük lombhullató, látványos őszi színekkel, ám a som nemzetség néhány tagja örökzöld. A som „virágai” valójában redukált virágzatok (pseudanthia).
A korábban gyakran a somfélékhez sorolt Griselinia nemzetség most saját családot kapott Griseliniaceae néven.
A korábban gyakran a somfélékhez sorolt Aucuba nemzetséget a Garryaceae családba sorolták át.

## Fordítás
- Ez a szócikk részben vagy egészben a Cornaceae című angol Wikipédia-szócikk ezen változatának fordításán alapul.  Az eredeti cikk szerkesztőit annak laptörténete sorolja fel. Ez a jelzés csupán a megfogalmazás eredetét és a szerzői jogokat jelzi, nem szolgál a cikkben szereplő információk forrásmegjelöléseként.
- Ez a szócikk részben vagy egészben a Cornaceae című francia Wikipédia-szócikk ezen változatának fordításán alapul.  Az eredeti cikk szerkesztőit annak laptörténete sorolja fel. Ez a jelzés csupán a megfogalmazás eredetét és a szerzői jogokat jelzi, nem szolgál a cikkben szereplő információk forrásmegjelöléseként.
- Podani János. A szárazföldi növények evolúciója és rendszertana (2003). ISBN 963 463 632 2